# Pseudocraniolum insularis
Pseudocraniolum insularis är en insektsart som beskrevs av Schmidt 1922. Pseudocraniolum insularis ingår i släktet Pseudocraniolum och familjen spottstritar. Inga underarter finns listade i Catalogue of Life.